# Mario Ranieri

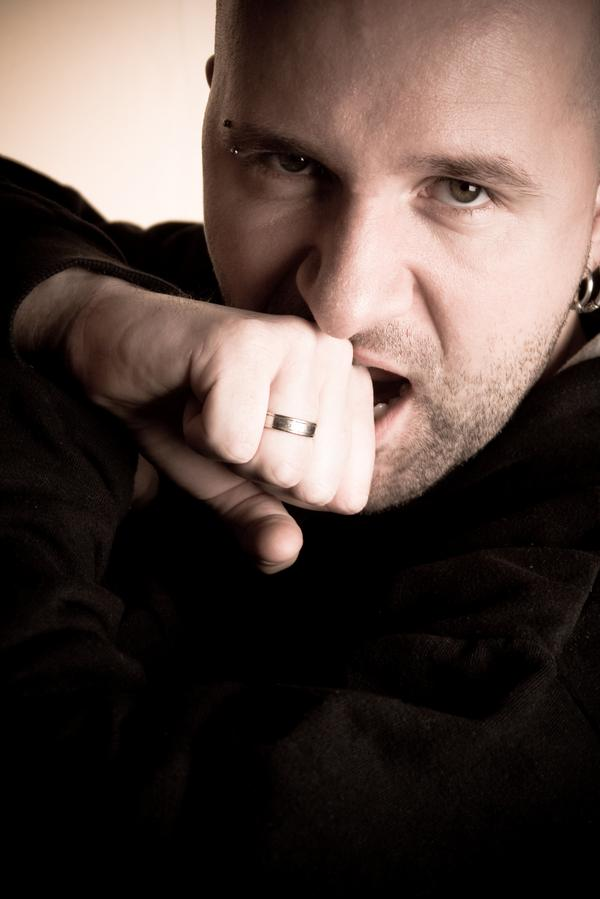
Mario Ranieri

Mario Ranieri [m'aˑʁɪoˑ ʁaˑɲ'ɛˑʁɪˑ] (* 16. September 1980 in St. Pölten, Österreich; bürgerlich Mario Leichtfried) ist ein österreichischer Hardtechno (Schranz) und Techno DJ, Produzent und Label-Betreiber. 

## Biographie

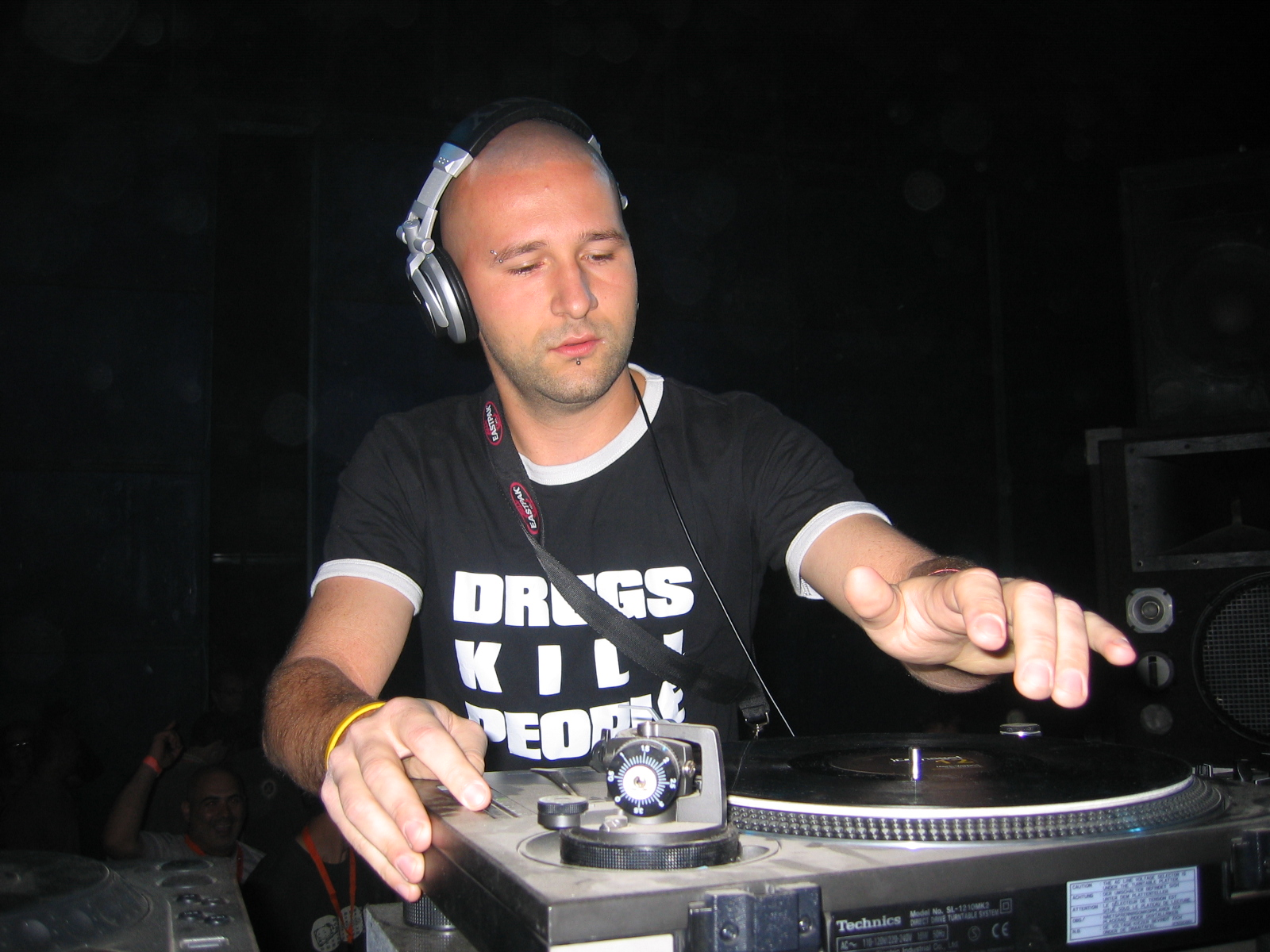
Mario Ranieri, Airport Senica (Slowakei) am 26. August 2005

Seine erste Platte "Elektr. Volksmusik" veröffentlichte Ranieri im Jahr 1999 auf seinem eigenen Label Schubfaktor Records. Weitere Aufnahmen von Ranieri sind auf Vinyl sowie auf diversen Mix-CDs zu finden.
Die Jury für den Youngster of Arts St. Pölten hat in ihrer Sitzung vom 7. Juni 2006 den Beschluss gefasst, einen Preis an Mario Ranieri-Leichtfried zu verleihen aufgrund seines außerordentlichen Engagements auf dem Gebiet des Hard Techno. Dieser wurde am 6. Oktober 2006 im VAZ St. Pölten durch den Bürgermeister Matthias Stadler überreicht.
Im September 2008 hat er gemeinsam mit Frank Kvitta den Song "Tourette 2008" mit zugehörigem Musikvideo produziert, das auf einigen Musiksendern (VIVA Magyarország, MadTV (Bulgarien), goTV, Óčko, iMusic1 etc.) gespielt wurde. Das Video erreichte in der ersten Woche der Ausstrahlung Platz 12 in den Charts des Musiksenders iMusic1.
Im Dezember 2008 wurde Mario Ranieri beim Raveline Poll 2008 von den Lesern auf Platz 10 der "Best DJs International" gewählt. In der Kategorie "Best Track 2008" gab es mit Platz 9 eine Auszeichnung für den Song "Tourette 2008" und auch in der Kategorie "Durchstarter 2008" wurde er nochmals erwähnt.
Auch beim Raveline Poll 2009 wurde er wieder auf Platz 10 als "Best DJ International" gewählt. In der Kategorie "Best Track 2009" gab es eine Erwähnung seiner Produktion "Jugz in da Clubz" und zum ersten Mal wurde sein Label "Schubfaktor" auf Platz 5 als "Label National 2009" ausgezeichnet.
Am 12. März 2010 wurde ihm vom SAE Institut Wien das Diplom für das erfolgreich abgeschlossene Audio Engineering Studium verliehen. Im selben Jahr wurde Mario Ranieri für den Austrian Dance Award 2010 in der Kategorie "Best Techno / Tech-House / Progressive" nominiert.
Am 30. September 2011 veröffentlichte Mario Ranieri gemeinsam mit Braunton ein Kunstvideo mit dem Titel "Fleischwerdung", in dem das Leben eines Schweines audiovisuell dargestellt wurde. Das Video wurde einstweilen nur auf YouTube veröffentlicht.
Am 24. Oktober 2013 veröffentlichte Mario Ranieri auf seinem Label Schubfaktor den Song "Slow Seeker" von Weisz & Ascher mit zugehörigem 4K Musikvideo. Es wird auf den Musiksendern VIVA & MTV gespielt. Ranieris Tochter spielt eine der Hauptrollen in dem von ihm produzierten Musikvideo.
Er trat bereits auf Events, wie Awakenings, Creamfields, Defqon.1, InQontrol oder der Love Parade auf. Mario Ranieri hat zahlreiche Singles, Remixes und CDs veröffentlicht. 